# Mitsubishi F-2
Mitsubishi F-2 é uma aeronave de múltiplas funções, derivada do General Dynamics F-16 Fighting Falcon. Ela foi fabricada pela Mitsubishi Heavy Industries, em conjunto com a Lockheed Martins para servir as Forças de Autodefesa do Japão (JASDF) onde substituiria as antigas  Mitsubishi F-1 japonesas. Durante a produção do vetor, houve uma divisão de trabalho de 60/40% entre os Estados Unidos e o Japão.
A produção da aeronave foi iniciada em 1995, sendo que o seu primeiro voo ocorreu em 7 de Outubro do mesmo ano. Sua produção progrediu em 1996, mas devido aos atrasos no programa, a primeira F-2 só veio a entrar em serviço no ano de 2002. Assim, somando-se com esta primeira, as 76 aeronaves começaram a se tornar operacionais entre 2000 e 2008. Logo, até a atualidade, foram produzidas um total de 98 aeronaves.
A F-2 representou um grande avanço em sua época por ter sido a primeira aeronave de combate a ser equipada com um radar de varredura eletrônica ativa (AESA). Neste caso, ela foi equipada com o radar J/APG-1 AESA no mesmo ano de sua produção, em 1995. Junto com tal radar, a aeronave foi habilitada a levar armamentos que incluem tanto mísseis ar - ar como mísseis ar - superfície, além de vários tipos de bombas. Em tese, ele possui uma capacidade de armas maior do que a F-16 devido a sua área alar também maior. Além do armamento externo, o F-2 possui um canhão interno de 20mm, o JM61A1 instalado na raiz da asa esquerda.
A F-2 recebeu o apelido de ´´Viper Zero´´ que foi uma combinação do apelido inicial que fora dado para a F-16, embora esta última tenha ficado conhecido como Fighting Falcon. Já o Zero foi uma alusão a antiga aeronave Mitsubishi A6M Zero que fora utilizada pela Marinha Imperial Japonesa na época da Segunda Guerra Mundial.

## Origem do programa FS-X
Em Julho de 1982 (Shōwa 57), o Conselho de Segurança Nacional Japonês, aprovou o programa ´´Estimativa de Médio Prazo de Negócios para 1981´´. E pela primeira vez, também aprovou o programa chamado Next Support Fighters que fora apelidado de FS-X.  Isto ocorreu porque a Força Aérea de Auto Defesa do Japão (JASDF) e seus contratantes, resolveram desenvolver um vetor nacional (produzido no próprio Japão) para substituir as suas já antigas lutadoras Mitsubishi F-1. 
Todavia, a história que levou ao nascimento do programa, se iniciou muito antes de sua aprovação. O nascimento do corpo Support Fighter começou com a reorganização das F-86Fs que eram compostas por excedentes devido ao desenvolvimento do F-104J/DJ. O Japão tinha adquirido um total de 480 aeronaves F-86F sendo que, 180 delas foram doadas e outras 300 foram produzidas sobre licença no próprio país. Este número era tão grande que 45 das aeronaves tiveram de ser devolvidas e  seria necessário um corpo para lidar com tal problema. Durante o auge de 1965, haviam 19 Esquadrões que incluíam aeronaves como F-86F, F-86D, F-104J/DJ. Destes, 10 esquadrões eram formado apenas por F-86Fs.
Para melhorar esta situação, estes esquadrões começaram a receber uma designação como uma unidade de acordo com suas funções. Tal designação abrangeu cada uma das unidades aéreas do norte do Japão, os Corpos do Distrito Aéreo de Chubu e os Corpos do Distrito Aéreo do Oeste do País. Contudo, nenhum destes esquadrões de F-86F havia sido reorganizado como esquadrões de combate de apoio ou suporte uma vez  que, os mesmos estivessem sendo usados para tal. A principal função destas aeronaves era o combate aéreo e mesmo que fossem designadas como suporte,continuariam realizando medidas contra invasão do espaço aéreo.

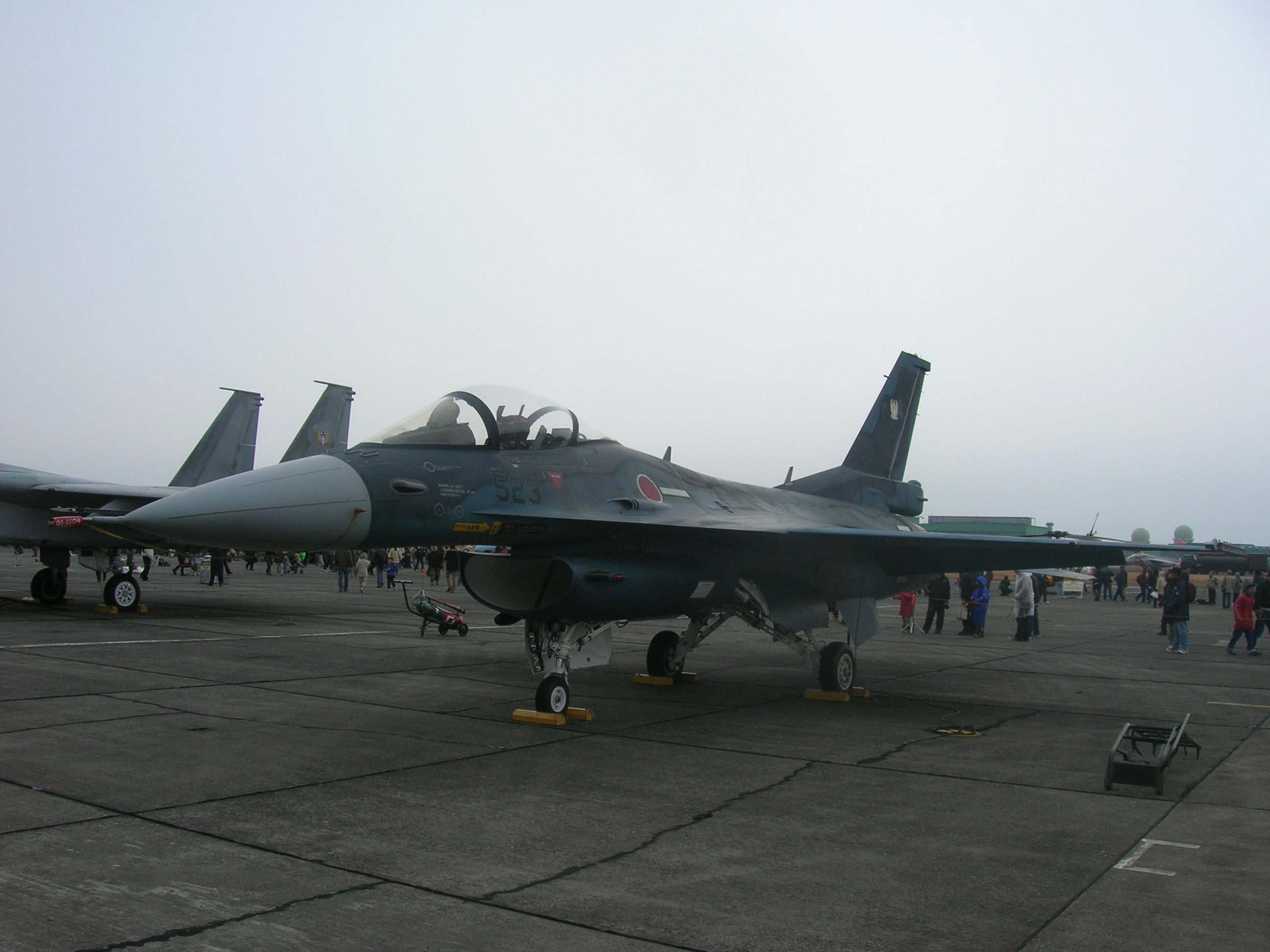
Um F-2 na Base aérea de Hamamatsu.

Este desígnio das unidades foi aprovada pelo Gabinete do Japão em 1976 (Shōwa 51) sendo que três das unidades de caça foram determinadas como sendo de apoio e suporte como planejado no esboço do Programa de Defesa. Tal programa visava em definir as capacidades de defesa do Japão em tempos normais. Embora tivesse sido determinado, no referido esboço, a necessidade de 10 esquadrões de caças interceptadores junto com 250 aeronaves atuantes nos mesmos, o Programa de Defesa percebeu que seria necessário a presença de unidades de ataque. E isto os levou a reservarem apenas 3 destes esquadrões para tal fim. Logo, a ação de se criar 10 esquadrões de apoio acabou levando também a necessidade de aeronaves que além de serem interceptadoras, também fossem capazes de fazerem ataques ao solo. 
E para piorar a situação, a vida útil da Mitsubishi F-1 era de 3.500 horas de voo o que levou a conclusão de que um dos esquadrões formados por esta aeronave não poderia ser mantido até 1990. E isto levou ainda mais  a necessidade de uma nova substituta para  mesma. Contudo,, este era um tempo muito curto e  não seria suficiente para a produção de um novo vetor FS-X que fosse nacional. 
O estudo do desenvolvimento da F-1 havia sido iniciado em 1978. Mas foi apenas em Dezembro de 1984 (Shōwa 59), que fora feita mais uma revisão das mesmas, onde foi relatado de que a vida útil da aeronave poderia ser estendida ate 4.050 horas de voo através do exame da resistência de suas cédulas. Devido ao efeito da crise do petróleo e algumas adversidades a mais, o tempo de voo destas aeronaves acabou se tornando menor do que o esperado sendo que o período de comissionamento foi estendido do cronograma original até 1997. Assim era esperado que a aeronave pudesse atuar até dez anos após a sua implantação.
E foi imediatamente após a conclusão da revisão da F-1, que a Agência de Defesa Japonesa começou a analisar a próxima aeronave de caça doméstica. Para que isto fosse possível, o Japão iniciou um estudo de viabilidade no ano de 1985. Os requisitos da aeronave era que a mesma deveria possuir uma estabilidade relaxada (como o CCV), um sistema de projeto auxiliado por computador e avançados equipamentos e sistemas de controle de armas e incêndio.

#### Desenvolvimento
As intenções iniciais do Japão foram em desenvolver uma aeronave doméstica baseada em seu sucesso anterior na produção do lutador F-15J sob licença da McDonnell Douglas(5). Os contratantes de defesa japoneses argumentaram de que eles precisariam construir uma nova aeronave desde o início para poderem desenvolver a habilidade de seus engenheiros e, por sua vez, desenvolverem a indústria de aeronaves japonesa.
À medida que o programa começou a tomar forma em 1985, muitos oficiais dos Estados Unidos levantaram suas preocupações a cerca de que o mesmo poderia resultar em uma aeronave inferior, o que enfraqueceria as relações de defesa entre os dois países. Logo, os oficiais do Pentágono, defenderam um desenvolvimento cooperativo ou uma co-produção de uma aeronave baseada na plataforma do F-16 ou do F/A-18. Isto porque eles acreditavam de que o Japão não concordaria em comprar tais aeronaves americanas.

## Operadores
- Japão
  -  Força Aérea de Autodefesa Japonesa